# Радужный массив
Радужный массив (массив Серова-Радужный) (укр. Райдужний масив) — жилой массив в Днепровском районе г. Киева. Расположен северо-западнее Воскресенского массива на левом берегу Днепра.
Особенностью застройки массива является чередование точечных 16-этажных домов и протяженных 9-этажных. Архитекторы А. А. Дубинская и С. Б. Теслер, М. С. Кантор. Рассчитан на 35 тысяч жителей. В застройке массива впервые в Киеве применены жилые дома серии «Т» с улучшенной планировкой.

## История
В старые времена вокруг озера Радужного находились частные дома. Уже в середине 20 века, в 60-70-е годы, здесь возвели жилой массив Воскресенка. Он находился на юго- востоке, территория возле водоема ещё не застраивались.
Современный Радужный массив полностью занимает территорию бывшей Воскресенской слободки, название которой взял Воскресенский массив.
В 1977—1985 годах ветхая застройка Воскресенской слободки была окончательно снесена и на её месте построены современные 9- и 16-этажные жилые дома. Радужный массив можно разделить на три микрорайона, два из которых непосредственно граничат с Воскресенкой, а третий стоит отдельно, на северном берегу Радужного озера.
Через массив течёт река Дарница (в коллекторе).

## Улицы

### Радужная
Радужная улица — основная магистраль массива. Начинается на севере массива, на пересечении с улицей Кибальчича. В Радужную улицу вливаются улицы Микитенко, Стальского, Старосельская, проспект Алишера Навои. Проходит вдоль 1-го и 2-го микрорайонов.

### Петра Вершигоры
Небольшая улица, огибающая 3-й микрорайон Радужного массива. Начинается у пересечения с улицами Радужной и Николая Кибальчича, однако нумерация начинается только с трети трассы улицы.

### Валентина Серова
Улица, по которой проходит граница с Воскресенкой. Участок от дома 36 до дома 28 — проезжий, участок между школами № 120 и 180 и до улицы Микитенко — пешеходный. Движение закрыто после постройки Радужного массива.

### Старосельская
Представляет собой проезд между улицей Микитенко и улицей Петра Запорожца. В основном проходит через дворы жилых домов, при этом сама содержит только два жилых дома (№ 26 и 52а), так как остальные дома, рядом с которыми она проходит, относятся к другим улицам (Радужной и б-ру Перова).